# Ясеницький Павло
Отець Павло Ясеницький (1816, Дрогобич — 20 червня 1882, Самбір) — греко-католицький священник, катехит в Самборі (нині Львівська область). Посол Галицького сейму в 1877—1882 роках (обраний від IV курії округу Турка — Бориня; входив до складу «Руського клубу»). Помер під час сесії 1882 року, замість нього було обрано доктора Миколу Антоневича.). Один із небагатьох українських послів, активних того скликання.
Народився в Дрогобичі 1816 року (за іншими даними — 25 лютого 1823 року) в родині Григорія і Катерини з роду Коссаків. Закінчив Бучацьку гімназію та Віденську духовну семінарію. Висвячений на священника у березні 1848 року у Львові. Працював сотрудником на парафіях в Ярославі (1848—1850) і Самборі (1850—1853). У 1851—1882 роках — Катехит Самбірської гімназії.